# Етцелла
«Етцелла» (фр. Etzella) — люксембурзький футбольний клуб із міста Еттельбрек, заснований 1917 року. 

## Досягнення
- Чемпіонат Люксембургу
  -  Срібний призер (2): 2005, 2007

- Кубок Люксембургу
  -  Володар (1): 2001
  -  Фіналіст (3): 2003, 2004, 2019

## Виступи в єврокубках
| Сезон   | Змагання        | Раунд | Клуб              | Вдома | На виїзді | В сукупності |
| ------- | --------------- | ----- | ----------------- | ----- | --------- | ------------ |
| 2001-02 | Кубок УЄФА      | КР    | Легія             | 0-4   | 1–2       | 1-6          |
| 2003-04 | Кубок УЄФА      | КР    | Камен Інград      | 1-2   | 0–7       | 1-9          |
| 2004-05 | Кубок УЄФА      | 1КР   | Гака              | 1-3   | 1–2       | 2-5          |
| 2005-06 | Кубок УЄФА      | 1КР   | Кеплавік          | 0-4   | 0–2       | 0-6          |
| 2006-07 | Кубок УЄФА      | 1КР   | Отвідабергс       | 0-3   | 0–4       | 0-7          |
| 2007-08 | Кубок УЄФА      | 1КР   | ГІК               | 0-1   | 0–2       | 0-3          |
| 2008    | Кубок Інтертото | 1Р    | Локомотив Тбілісі | 0-0   | 2–2       | 2-2 (г)      |
| 2008    | Кубок Інтертото | 2Р    | Сатурн Раменське  | 1-1   | 0–7       | 1-8          |

## Відомі тренери
- Люк Хольтц (1 липня 2003 – 30 червня 2008)
- Флорім Аліай (1 липня 2008 – 1 жовтня 2008)
- Альвару Антоніу да Круж (2 жовтня 2008 – 30 червня 2009)
- Жанно Рейтер (1 липня 2009 – 30 червня 2010)
- Гаутьє Ремакле (1 липня 2010 – 11 квітня 2011)
- Едді Роб (в.о.) (12 квітня 2011 – 30 червня 2011)
- Патрік Греттніх (1 липня 2011 – 30 червня 2013)
- Клаус-Петер Вагнер (1 липня 2013–)

## Колишній президент
- Жан-Поль Гаутьє